# Potok (Berek)
Pour les articles homonymes, voir Potok.
Potok est une localité croate de la municipalité de Berek située dans le comitat de Bjelovar-Bilogora. Le village compte 48 habiants en 2021.